# ضفدع العشب

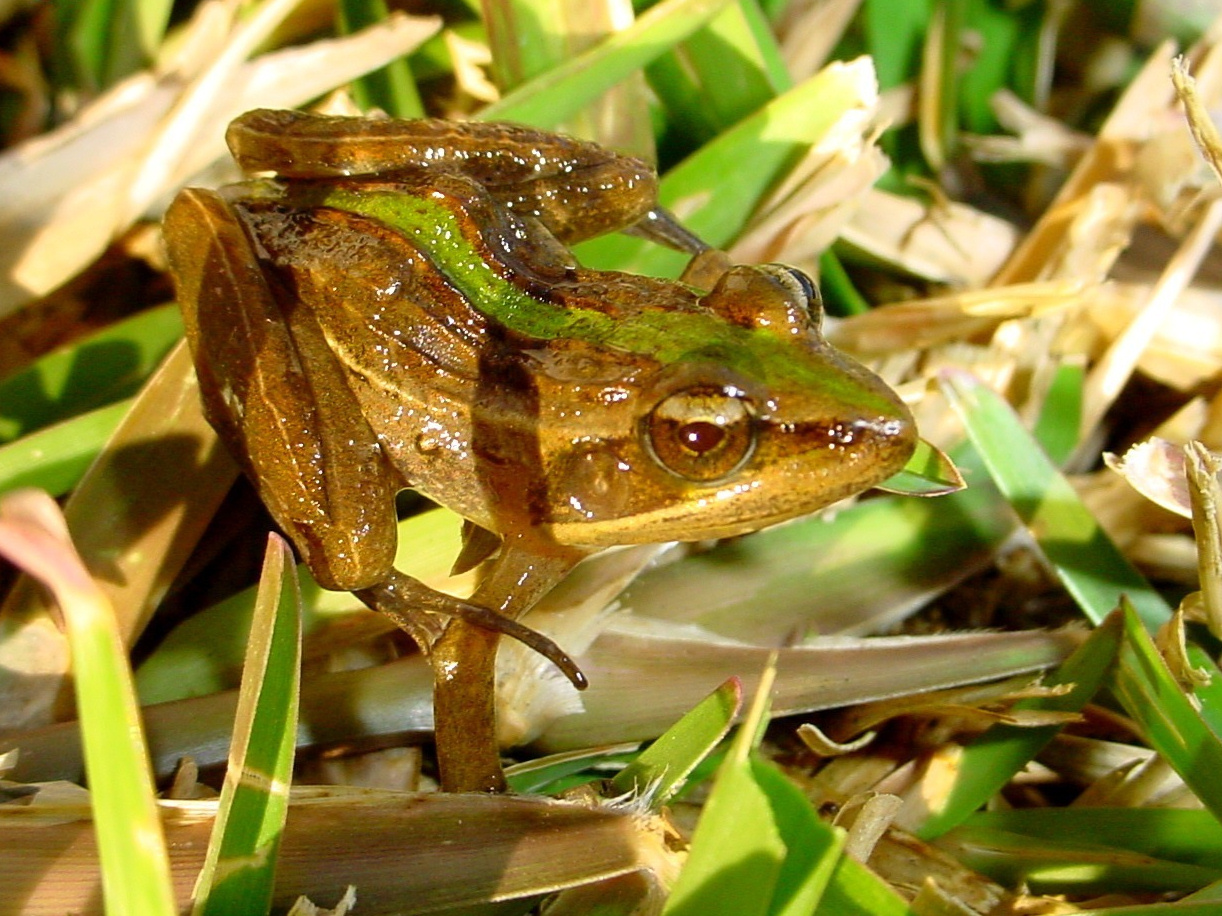

ضفدع العشب (Ptychadena) هو ضفدع بري موطنه الأصلي يقبع في أوروبا ، ينتشر في شمال أوروبا ويمكن أن يتواجد في أيرلندا وفي أقصى الشرق كما في اليابان.

## الوصف البدني
هذه الضفادع ذات الجلد المرن لديها القدرة على النمو بمتوسط وزن يبلغ قدره 22,7 جراما وطول يبلغ قدره من 7 الي 10 سنتيميترات بألوان تتنوع من الرمادي إلى الأخضر والبني والأصفر أو الأحمر ويمكن أن تكون مغطاة بالبقع، الذكور يكونوا عادة أصغر وأكثر غماقة من الإناث ومزودين بمنصات للتزاوج لكي تساعدهم على حمل الإناث أثناء عملية التزاوج، تحتوي بطن ضفدع العشب عادة على بقع أما تكون بيضاء أو تكون صفراء.